# ساشا أوبرادوفيتش
ساشا أوبرادوفيتش (بالصربية: Саша Обрадовић) مواليد 29 يناير 1969 في بلغراد، جمهورية صربيا الاشتراكية، هو مدرب كرة سلة صربي ولاعب سابق. بدأ مسيرته الاحترافية في سنة 1987. يدرب فريق لوكوموتيف كوبان. مثّل منتخب بلاده. شارك في دورة الألعاب الأولمبية الصيفية سنة 1996. حقق المركز الأول في بطولة أمم أوروبا لكرة السلة 2001. اعتزل اللعب في 2005.

## المسيرة الاحترافية
لعب مع نادي ريد ستار لكرة السلة من سنة 1987 إلى 1993، ثم لعب مع ليموج سي إس بي في الدوري الفرنسي في موسم 1993–1994، ثم لعب مع ألبا برلين في الدوري الألماني من سنة 1994 إلى 1997، ثم لعب مع فيرتوس روما في الدوري الإيطالي من سنة 1997 إلى 1999، ثم لعب مع نادي بودوشنوست لكرة السلة في موسم 2000–2001.

## الإنجازات
كلاعب:
- الدوري اليوغوسلافي لكرة السلة : 1993، 1994، 2001
- كأس ألمانيا لكرة السلة : 1997، 2004، 2005

كمدرب:
- كأس ألمانيا لكرة السلة : 2007، 2013، 2014، 2016

## سجل المنافسة
شارك في المنافسات التالية:
- بطولة أمم أوروبا لكرة السلة 1995
- بطولة أمم أوروبا لكرة السلة 1997
- بطولة أمم أوروبا لكرة السلة 1999
- بطولة أمم أوروبا لكرة السلة 2001
- الألعاب الأولمبية الصيفية 1996
- الألعاب الأولمبية الصيفية 2000

## روابط خارجية
- ساشا أوبرادوفيتش على موقع الاتحاد الدولي لكرة السلة (الإنجليزية)
- ساشا أوبرادوفيتش على موقع الدوري الأوروبي لكرة السلة (الإنجليزية)
- ساشا أوبرادوفيتش على موقع كرة السلة الأوروبية.كوم (الإنجليزية)
- ساشا أوبرادوفيتش على موقع ريلجم (الإنجليزية)
- ساشا أوبرادوفيتش على موقع بروبوليرز (الإنجليزية)
- ساشا أوبرادوفيتش على موقع سبورتس رفرنس (الإنجليزية)
- ساشا أوبرادوفيتش على موقع أوليمبيديا (الإنجليزية)